# Supermarine Southampton
O Supermarine Southampton foi um hidroavião desenvolvido pelos britânicos durante a década de 20, tornando-se num dos mais bem sucedidos hidroaviões do período entre-guerras. Foi desenvolvido a partir do Supermarine Swan.